# Славянка (Крым)
Славя́нка (до 1948 года Джамбулду́-Ваку́ф, Джан-Болды́-Ваку́ф; укр. Слов'янка, крымскотат. Can Boldı Vaqıf, Джан Болды Вакъыф) — село в Джанкойском районе Республики Крым, входит в состав Яркополенского сельского поселения (согласно административно-территориальному делению Украины — Яркополенского сельского совета Автономной Республики Крым).

## Население
| 2001 | 2014 |
| ---- | ---- |
| 183  | ↘110 |

Всеукраинская перепись 2001 года показала следующее распределение по носителям языка
| Язык             | Процент |
| ---------------- | ------- |
| русский          | 45.9    |
| крымскотатарский | 44.81   |
| украинский       | 9.29    |

### Динамика численности
- 1926 год — 54 чел.[10]
- 1989 год — 85 чел.[11]
- 2001 год — 183 чел.[12]
- 2009 год — 144 чел.[13]
- 2014 год — 110 чел.[14]

## Современное состояние
На 2017 год в Славянке числится 2 улицы — Садовая и Степная; на 2009 год, по данным сельсовета, село занимало площадь 23,8 гектара на которой, в 55 дворах, проживало 144 человека.

## География
Славянка — село на юге района, в степном Крыму, у границы с Красногвардейским районом, высота центра села над уровнем моря — 32 м.
Ближайшие сёла: Находка — менее километра на юго-восток и Вишняковка Красногвардейского района в 1,7 км на запад. Расстояние до райцентра — около 22 километров (по шоссе), ближайшая железнодорожная станция — Отрадная — примерно в 8 километрах. Транспортное сообщение осуществляется по региональной автодороге 35Н-182 Славянка — Тимирязево (по украинской классификации — С-0-10458).

## История
Селение впервые в исторических документах встречается в Списке населённых пунктов Крымской АССР по Всесоюзной переписи 17 декабря 1926 года, согласно которому в селе Джамбулду-Вакуф Кадыкойского сельсовета Джанкойского района, числилось 13 дворов, все крестьянские, население составляло 54 человека, из них 22 татарина, 30 немцев и 1 украинец. Постановлением Президиума КрымЦИКа «Об образовании новой административной территориальной сети Крымской АССР» от 26 января 1935 года был создан немецкий национальный (лишённый статуса национального постановлением Оргбюро ЦК КПСС от 20 февраля 1939 года) Тельманский район (с 14 декабря 1944 года — Красногвардейский) и Джамбулду-Вакуф включили в его состав. Вскоре после начала Великой Отечественной войны, 18 августа 1941 года крымские немцы были выселены, сначала в Ставропольский край, а затем в Сибирь и северный Казахстан.
В 1944 году, после освобождения Крыма от фашистов, согласно Постановлению ГКО № 5859 от 11 мая 1944 года, 18 мая крымские татары были депортированы в Среднюю Азию. 12 августа 1944 года было принято постановление № ГОКО-6372с «О переселении колхозников в районы Крыма» по которому в район из областей Украины и России переселялись семьи колхозников, а в начале 1950-х годов последовала вторая волна переселенцев из различных областей Украины. С 25 июня 1946 года Джамбулду-Вакуф в составе Крымской области РСФСР. Указом Президиума Верховного Совета РСФСР от 18 мая 1948 года Джамбулду-Вакуф (или Вакуф-Джамбулду) переименовали в Славянку. 26 апреля 1954 года Крымская область была передана из состава РСФСР в состав УССР. Время включения в Яркополенский сельсовет пока не установлено: на 15 июня 1960 года село уже числилось в его составе.
1 января 1965 года, указом Президиума ВС УССР «О внесении изменений в административное районирование УССР — по Крымской области», село включили в состав Джанкойского района. По данным переписи 1989 года в селе проживало 85 человек. С 12 февраля 1991 года село в восстановленной Крымской АССР, 26 февраля 1992 года переименованной в Автономную Республику Крым. С 21 марта 2014 года в составе Крыма аннексирована Россией.